# 샤히드 만수리 FSC
샤히드 만수리 FSC는 이란의 풋살 선수단이다.

## 우승 기록
- 이란 풋살 슈퍼리그
  - 우승(2): 2010-11, 2011-12
  - 준우승(3): 2003-04, 2007-08, 2009-10

- AFC 풋살 클럽 챔피언십
  - 준우승(1): 2011